# Collège Saint-Grégoire de Valladolid
Le collège Saint-Grégoire (en espagnol : Colegio de San Gregorio) de Valladolid est l'un des meilleurs exemples de l'architecture de l'époque des Rois catholiques. En particulier, son patio et son portail sont célèbres pour leur ornementation raffinée de style isabelin leurs proportions élégantes et un symbolisme de pouvoir flagrant.
Son histoire en tant qu'institution éducative est également particulière. Destiné à être un collège théologique pour les frères dominicains, il acquit une autorité doctrinale et agit comme foyer spirituel et politique de la Renaissance et du baroque en Espagne.
Transformé en musée en 1848, il abrite le siège du musée national de la Sculpture depuis 1933.

## Histoire
L’université de Valladolid a été fondée au XIIIe siècle, sous le règne d’Alphonse X le Sage ; à l’instar de ce qui se faisait dans d’autres pays, il renforça son réseau de centres collégiaux, et créa tardivement le Collège de San Gregorio, qui opérait en parallèle ou en complément de la vie universitaire. À Valladolid il créa également le collège Mayor de Santa Cruz à la fin du XVe siècle.
La création du collège, sous la houlette du docteur de l'église saint Grégoire, fut le travail du dominicain Alonso de Burgos, évêque du diocèse de Palencia et confesseur des Rois catholiques. Alonso de Burgos conditionna ce poste à l’obtention par la communauté Dominicaine de Saint Paul de terrains pour la construction de leur propre chapelle funéraire, qui servit aux étudiants du Collège. Cette demande fut satisfaite en 1487, ce qui fut confirmé par Innocent VIII.
Les travaux commencèrent en 1488 alors que la construction de la chapelle mortuaire était déjà commencée et dont l'entrée est visible dans le transept sud de l’église conventuelle de Saint-Paul.
On suppose que le bâtiment était achevé en 1496. La construction fut réalisée de l'intérieur vers l’extérieur ; sa cour principale et donc des salles de classe et les cellules qui y donnent sont antérieures à la façade principale : sur les blasons royaux placés dans les coins de la cour ne figure pas de grenade et sont donc antérieurs à 1492.
Les salles de classe furent principalement utilisées pour l'enseignement de la théologie, complétant ainsi les matières enseignées à l'université de Valladolid. À l'intérieur se trouvait une communauté d'à peine une vingtaine d'étudiants, parmi lesquels plusieurs théologiens hautement respectés, des lettrés ou des hommes de lois tels que Bartolomé de las Casas, Melchor Cano, Louis de Grenade ou Francisco de Vitoria.
Au XIXe siècle, l’école cessa ses activités, et devint à partir du 29 avril 1933 le siège du musée national de la sculpture. L’édifice subit une profonde restauration au début du XXIe siècle et accueille de nouveau ses collections.

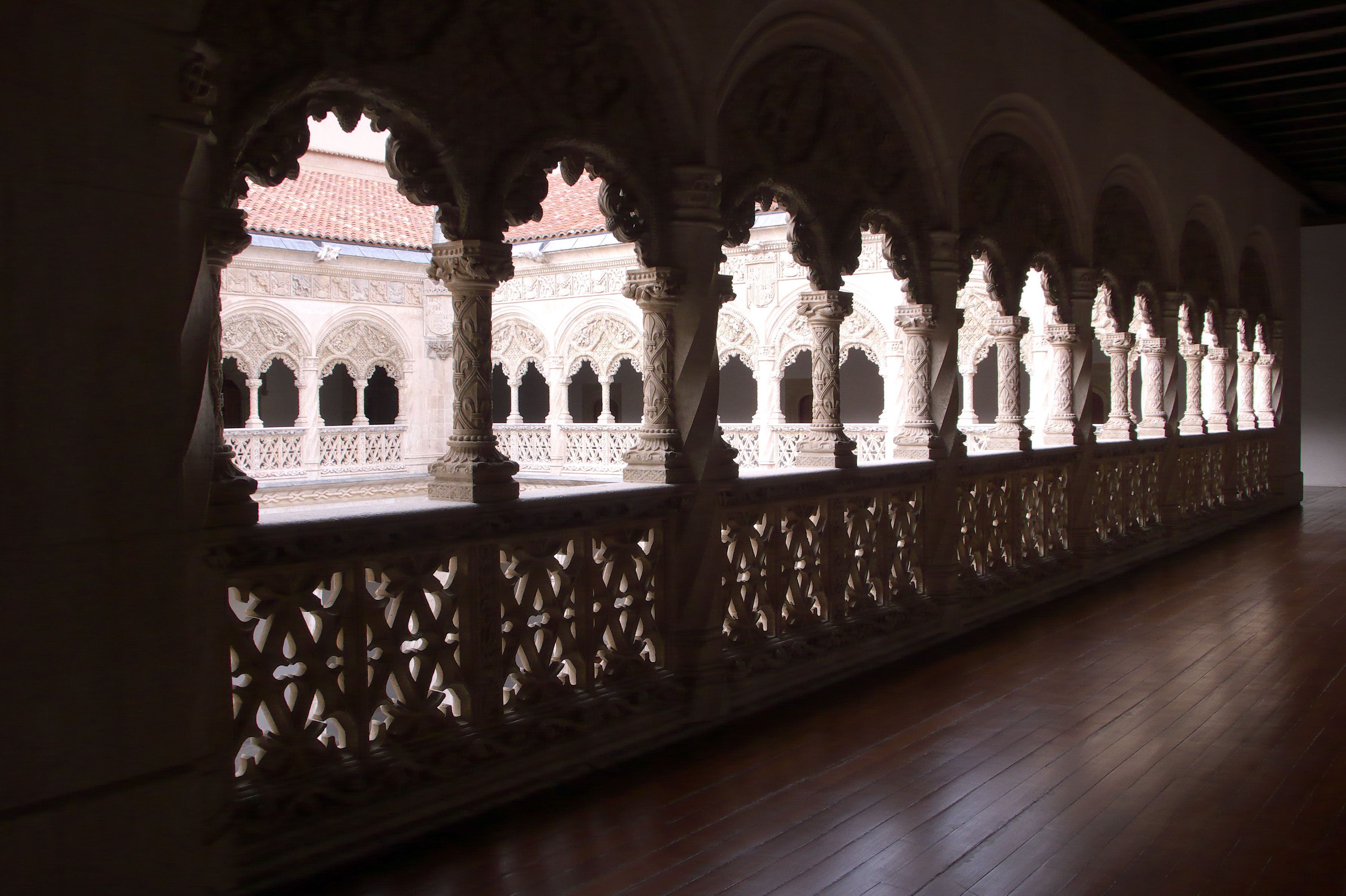
Arcades du patio à l'étage.
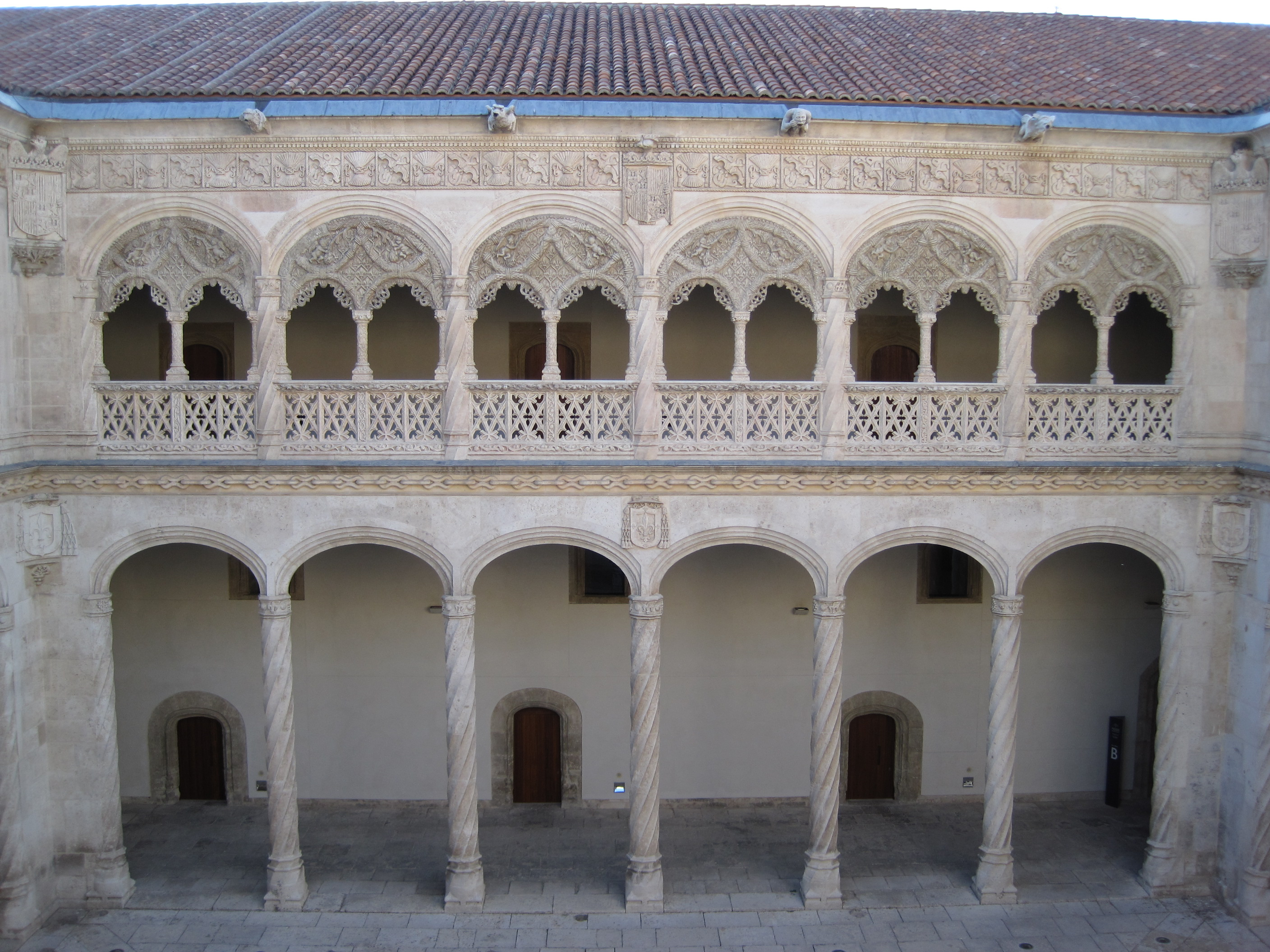
Patio du collège.

## Paternité
Le manque de documentation sur l'histoire de sa construction et le mélange de différents éléments stylistiques entravent l'attribution tant pour la partie ornementale de la construction que pour la réalisation des différentes éléments architecturaux.
Par ses formes, la façade principale est liée à l'atelier Gil de Siloé, bien qu’on y trouve également des éléments de l'école de Tolède.
La cour du collège, liée au palais de l'Infantado de Guadalajara, est attribuée à l'architecte Juan Guas, bien que certains motifs architecturaux et décoratifs fussent utilisés par Bartolomé Solórzano maître d’œuvre de la cathédrale de Palencia et actif en même temps à Valladolid.
Enfin, la chapelle du collège semble être de Simon de Cologne, bien qu’elle puisse compter des interventions des maîtres Juan Guas et Juan de Talavera.

## Description

### Extérieur
La façade fut conçue comme une toile de fond ou un étendard (architecture suspendue). Son cloisonnement est organisé avec des éléments végétaux qui évoquent les arcs de triomphe construits avec du bois et tonnelle, et renforcent le caractère civil et urbain. Compte tenu de son importance symbolique, il est très complexe d’obtenir une explication des différents motifs et éléments qui la composent, que ce soit individuellement, dans son ensemble ou dans les relations entre les différents éléments.
Sur le tympan principal et sur le linteau orné de fleurs de lys est inscrite la dédicace et l’offrande du collège par le frère dominicain Alonso de Burgos à saint Grégoire le Grand en présence de saint Paul et saint Dominique.
Se détachent des hommes sauvages vêtus, ou non, de cheveux et avec des matraques et des boucliers. Soit ils font allusion à la coutume courtisane du déguisement festif, soit ils représentent l'image mythique de l'homme naturel, tel qu’il était imaginé à cette époque. Il rentrerait alors en dialogue visuel avec des sculptures de chevaliers en armure portant des lances et des boucliers, et incarnant la Vertu.
Le centre supérieur est occupé par un pylône hexagonal, plein d'eau, ce qui peut évoquer une spéculation intellectuelle comme la Fontaine de Vie . Autour du bassin tourbillonnent des paires d'enfants d’où sort un tronc d'un arbre, dans une allusion possible à l'origine de la vie ou l'image de la science. Tout le relief central de la façade est constitué avec cette représentation symbolique d'un microcosme à l'image de Paradis, lieu vers lequel les hommes devraient se diriger grâce à la connaissance des arts et de la théologie.
La présence du bouclier des Rois catholiques, soutenu par des lions et l’aigle de saint Jean peut avoir une signification politique ou pourrait être une allusion à une dédicace de l'édifice à la monarchie, qui avait nommé Alonso de Burgos héritier et patron du collège.

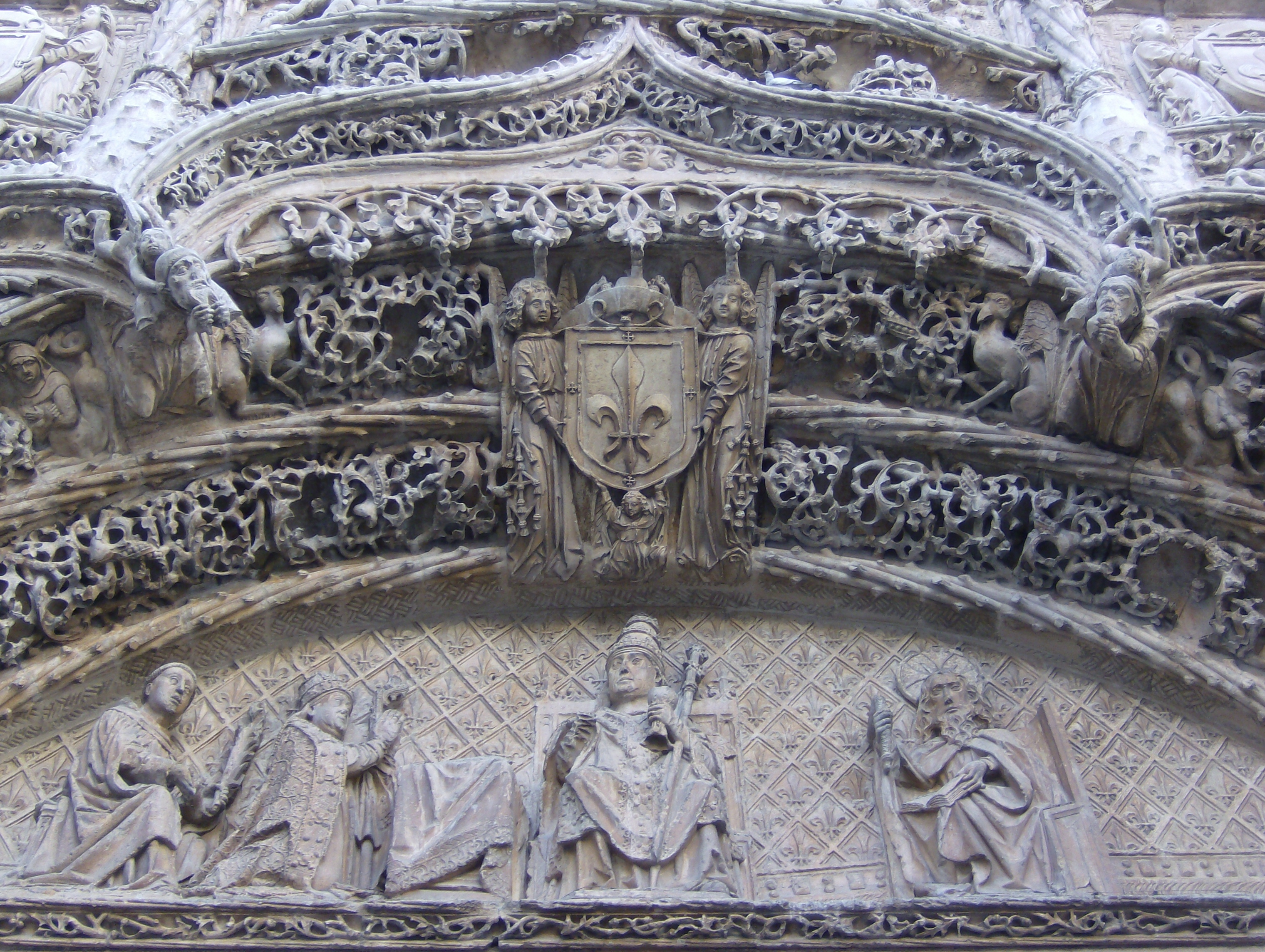
Le tympan de la façade principale.
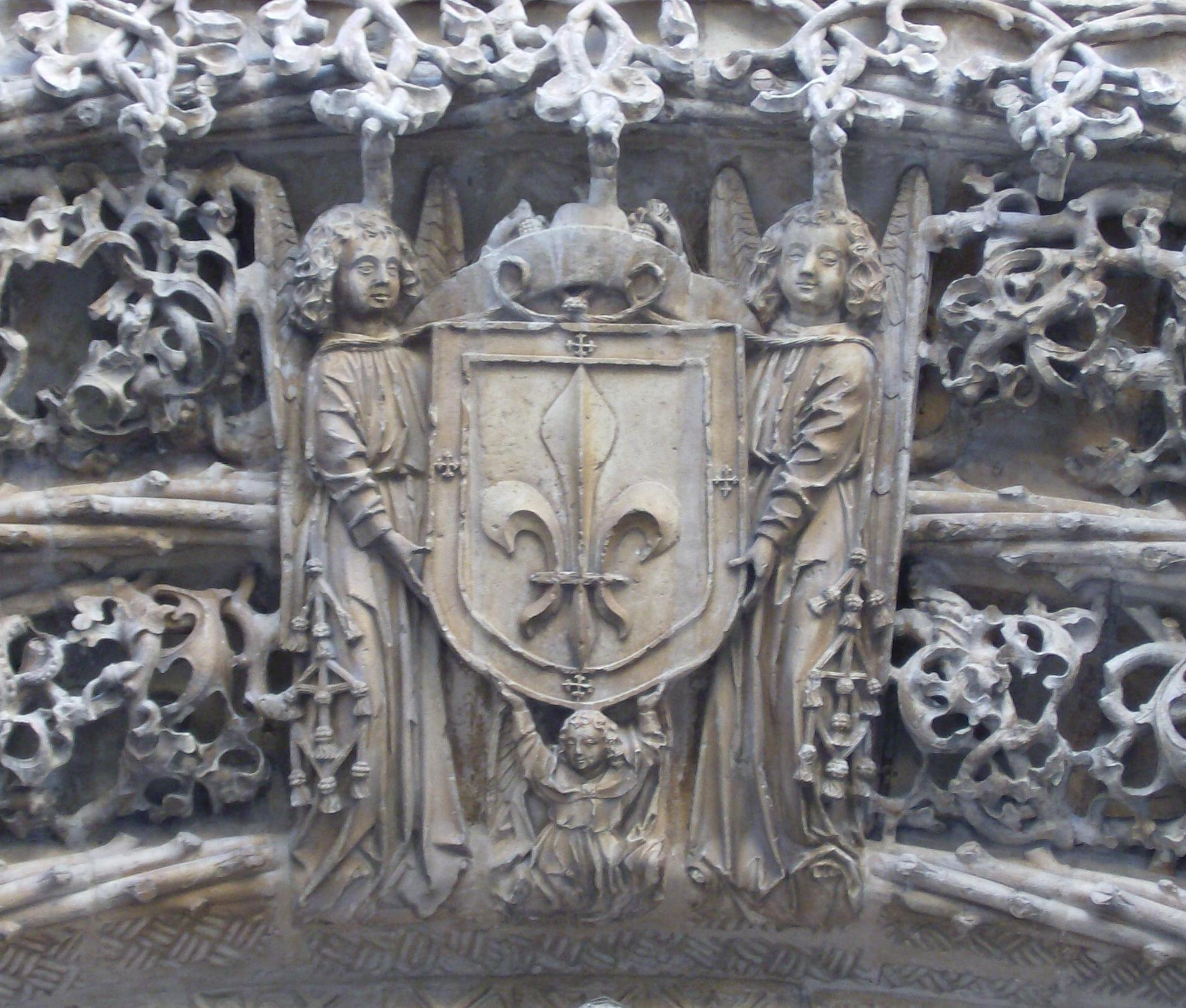
La fleur de lys de la façade principale, l'emblème du fondateur du collège.
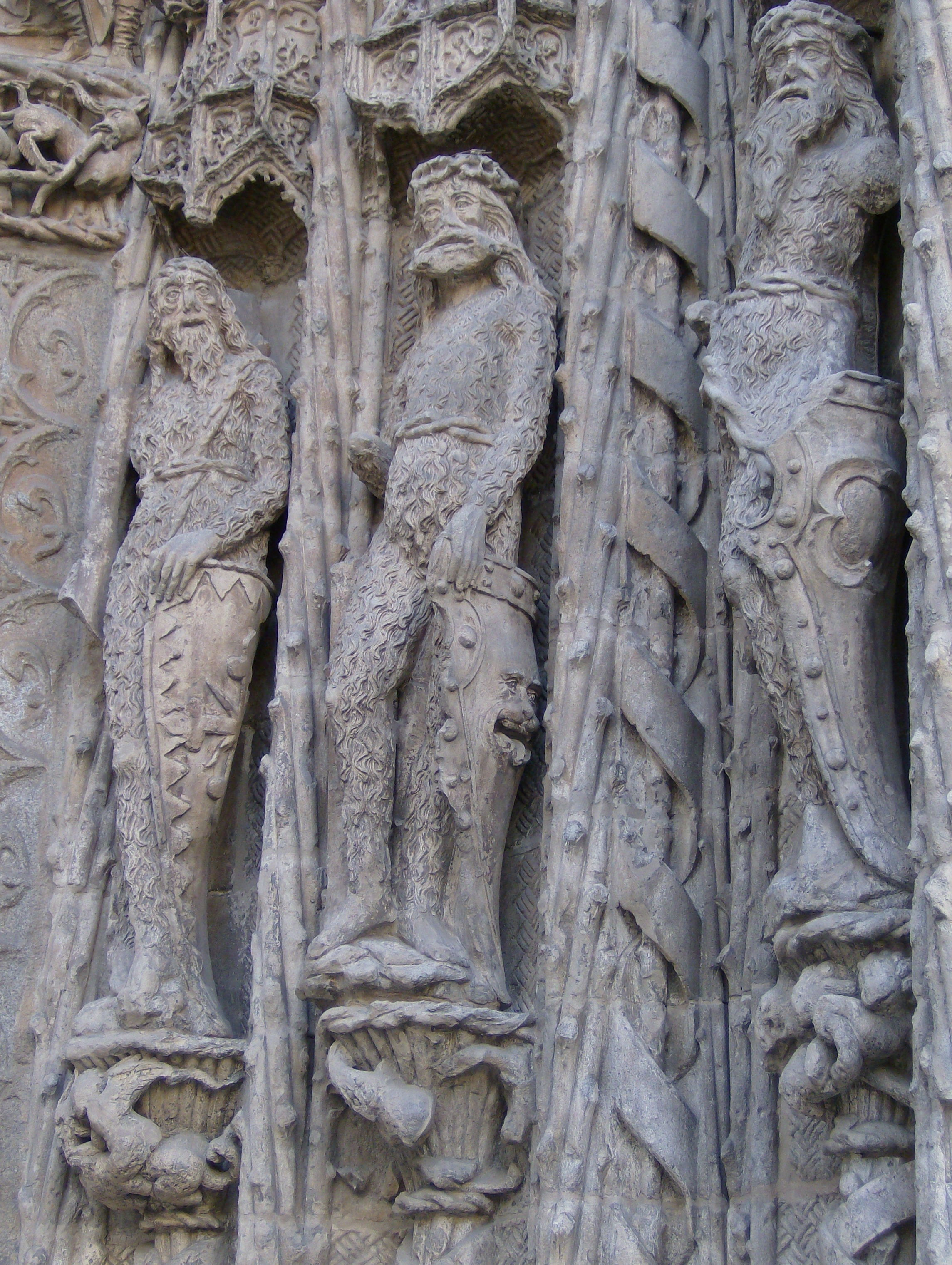
Façade principale, homme sauvage.
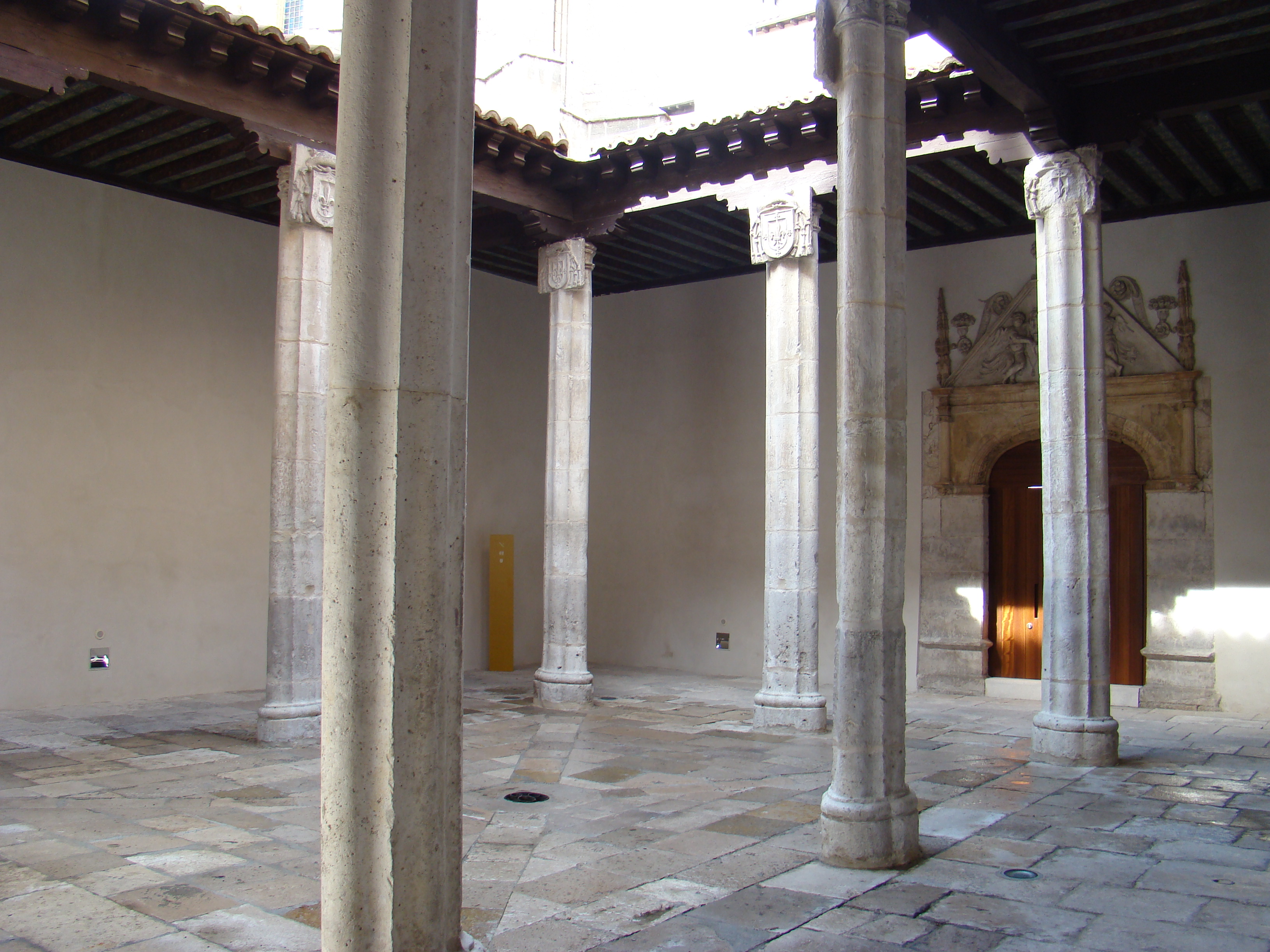
Patio des Études de l'ancien collège San Gregorio. Ce fut le premier des espaces réalisés.
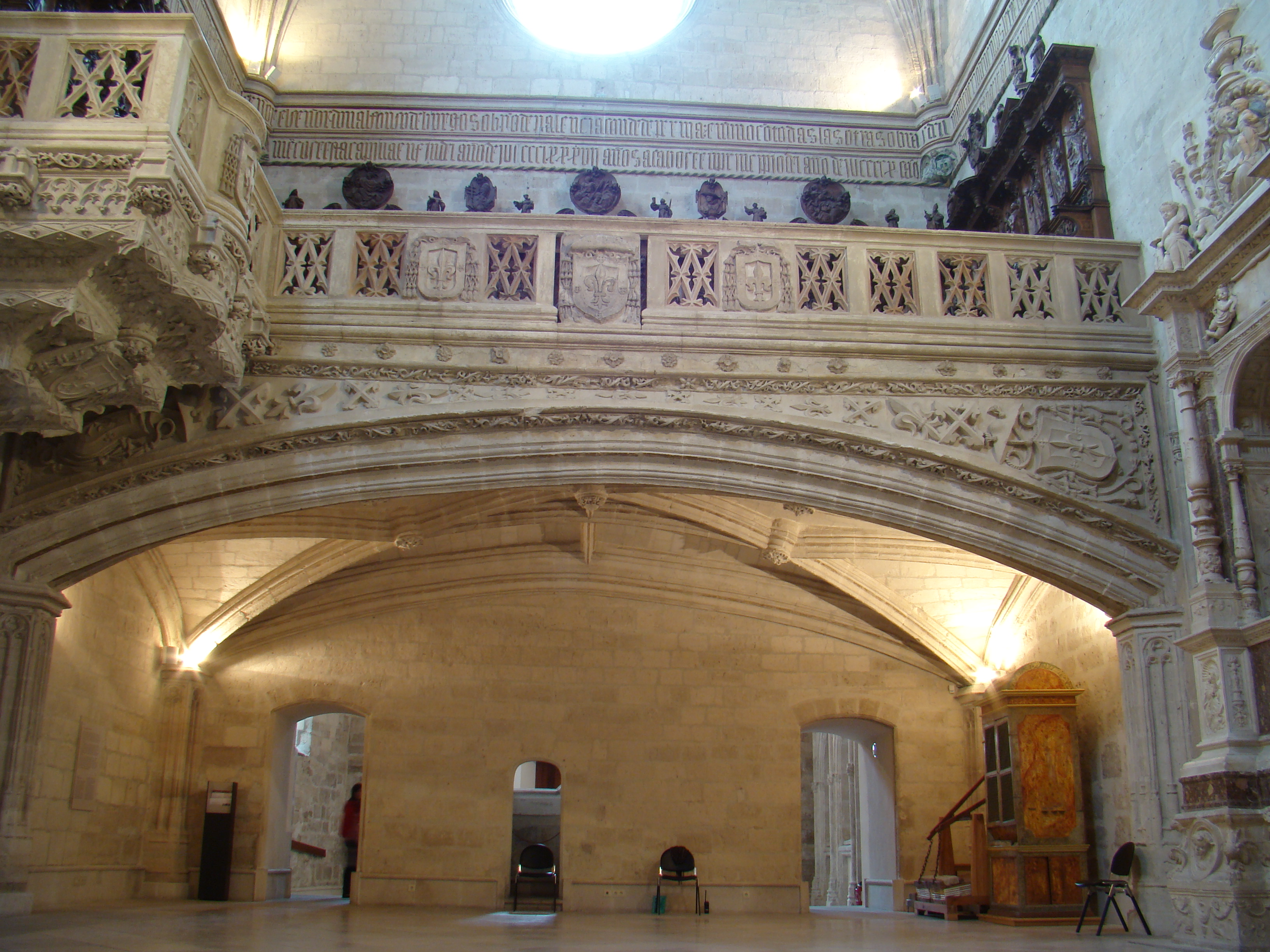
La chapelle du collège.

### Patio, cloîtres et escaliers
La cour du collège est carrée et est l'un des bijoux de l’art hispano-flamand. Ses deux étages sont posés sur des piliers hélicoïdaux décorés, leurs chapiteaux boules et des lys séparés par le thème de la chaîne.
Les voûtes de l'étage supérieur sont intégralement décorées d'entrelacs gothiques et de parapets ajourées et des arcs qui suggèrent un feuillage entre lequel se trouvent des enfants qui jouent, conçus avec une taille très plane suivant le style Renaissance. De l’ancienne frise qui couronnait l’ensemble seuls restent des jougs, des flèches et des gargouilles.
L'accès à l'étage supérieur se fait par un escalier unique avec des parapets gothiques auxquels succèdent les murs capitonnés de la cage d’escalier. Celle-ci est décorée du sceau du fondateur de style mozarabe. Sur cette frise qui ceint l’ensemble, on peut observer les initiales des Rois catholiques.

## Protection
Le bâtiment fait l’objet d’un classement en Espagne au titre de bien d'intérêt culturel depuis le 1er mars 1962.

## Source
- (es) Cet article est partiellement ou en totalité issu de l’article de Wikipédia en espagnol intitulé « Colegio de San Gregorio » (voir la liste des auteurs).